# Funksport

Piktogramm, die Beschäftigung mit dem Funkgerät in der Natur darstellend

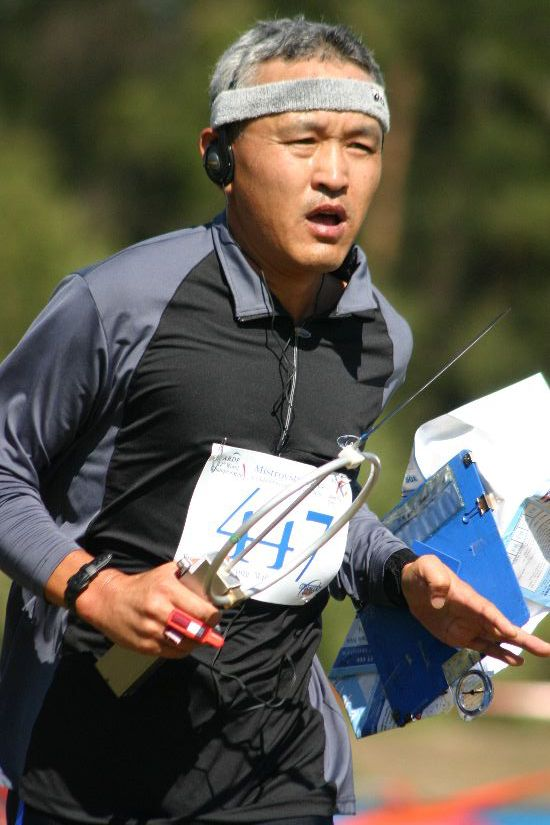
Wettkämpfer mit Peilempfänger, Kompass und Landkarte während eines ARDF-Laufs. Am rechten Mittelfinger trägt er einen SI-Stick (SPORTident) zur Postenkontrolle.

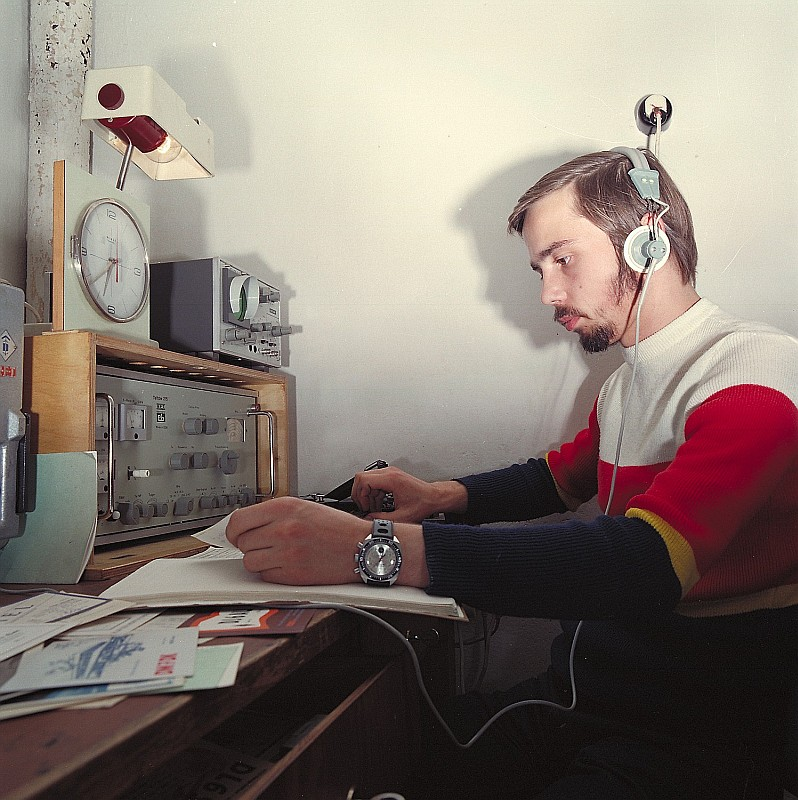
Funkamateur der ehemaligen Gesellschaft für Sport und Technik (GST) der DDR an einem Transceiver Teltow 215 (1978)

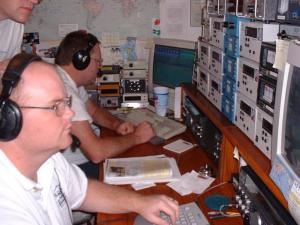
Eine Multioperator-Mannschaft beim Contest

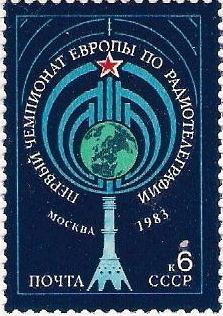
Briefmarke der UdSSR mit dem Moskauer Fernsehturm anlässlich der ersten Europameisterschaft in Funktelegrafie 1983

Funksport (englisch Radio sport, auch Radiosport, früher zuweilen auch Nachrichtensport) ist eine sportliche Betätigung von Funkamateuren, die die beiden Aspekte Amateurfunk und Wettkampf miteinander verbindet.
Funksport in all seinen Spielarten wird von der International Amateur Radio Union (IARU), dem Dachverband der nationalen Amateurfunkverbände der Welt, gefördert und unterstützt. Nicht selten wird Funksport auch als Betätigung im Freien, also als Natursport, durchgeführt.

## Funksportarten

### ARDF
Ein Beispiel ist das Amateurfunkpeilen, häufig abgekürzt als ARDF von englisch Amateur Radio Direction Finding, bei dem es darum geht, mit kleinen, tragbaren Empfängern mithilfe der Funkpeilung im Gelände verborgene Sender zu entdecken.

### DXen
Auch das DXen (von distant exchange), also die Herstellung von zweiseitigen Funkverbindungen mit möglichst weit entfernten Stationen, ist eine beliebte Disziplin des Amateurfunks und wird zu den Funksportarten gezählt. Für einige Funkamateure ist dabei auch der Erwerb von Amateurfunkdiplomen, wie beispielsweise des DX Century Club (DXCC), ein wichtiger Anreiz.

### Contests
Ein drittes, besonders weites Betätigungsfeld stellen die Contests dar, also diverse Funkwettbewerbe, wie beispielsweise der CQ World Wide WPX Contest, bei denen es darum geht, innerhalb einer begrenzten Zeit, hier zwei Tage, möglichst viele Funkverbindungen (QSOs) zu „arbeiten“. Es gibt solche Wettbewerbe, die unter „Einzelkämpfern“ ausgetragen werden, genannt Single operator, kurz SingleOp, aber auch mit Teams aus mehreren Personen (MultiOp), die im sportlichen Wettbewerb gegen andere Teams antreten.
Zu den Contesten gehören auch Fielddays, das sind häufig über mehrere Tage ausgerichtete Funkwettbewerbe, die ähnlich wie Camping im Freien stattfinden. Weitere Freiluft-Funksportarten sind Summits on the Air (SOTA) und Parks on the Air (POTA), bei denen es darum geht, Berggipfel beziehungsweise Parks funktechnisch zu „aktivieren“.
Einen besonderen sportlichen Reiz stellen Wettkämpfe in Morse-Telegrafie dar, insbesondere in Schnelltelegrafie. Hierzu gibt es nationale und internationale Meisterschaften und Weltrekordlisten.

## Organisationen
Der Deutsche Amateur-Radio-Club (DARC), um nur ein Beispiel für einen nationalen Amateurfunkverband zu nennen, organisiert durch seine auf Funksport spezialisierten Referate eine Vielzahl von funksportlichen Veranstaltungen:
- Referat ARDF-Funksport
- Referat DX
- Referat Conteste

Damit bietet er wichtige Voraussetzungen für funksportliche Betätigungen und Veranstaltungen.